# Hirakud
Hirakud is een stad en “notified area” in het district Sambalpur van de Indiase staat Odisha. 

## Demografie
Volgens de Indiase volkstelling van 2001 wonen er 26.397 mensen in Hirakud, waarvan 52% mannelijk en 48% vrouwelijk is. De plaats heeft een alfabetiseringsgraad van 70%. 